# لایحه ثبت نام عاملان خارجی
لایحه ثبت نام عاملان خارجی (به انگلیسی: Foreign Agents Registration Act) (فارا) از قوانین ایالات متحده آمریکا مصوب ۱۹۳۸ است که عاملان نمایندگی کنندهٔ منافع قدرت‌های خارجی را ملزم می‌کند رابطه «سیاسی یا شبه سیاسی» شان با حکومت خارجی و اطلاعات در خصوص فعالیت‌ها و امور مالی مرتبط را فاش کنند. قصدْ تسهیل ارزیابی اظهارات و فعالیت‌های چنین افرادی از سوی دولت و مردم آمریکا است. این قانون توسط واحد ثبت نام فارا در بخش ضدجاسوسی شاخه امنیت ملی وزارت دادگستری ایالات متحده است. به تاریخ سال ۲۰۰۷ وزارت دادگستری گزارش داد در حدود ۱۷۰۰ لابییست بیش از ۱۰۰ کشور را در برابر کنگره، کاخ سفید و حکومت فدرال نمایندگی می‌کرده‌اند.